# Barbara Hahn (Geographin)
Barbara Hahn (* 10. Mai 1955 in Essen) ist eine deutsche Geographin und emeritierte Professorin.

## Wissenschaftlicher Werdegang
Barbara Hahn studierte 1973 bis 1979 Geographie und Anglistik an der Ruhr-Universität Bochum. 1982 wurde sie in Bochum mit einer Dissertation über die Insel Zypern promoviert. Die Habilitation in Mannheim erfolgte 1990 über kanadische Städte. Von 1995 bis 1999 war sie Professorin an der Universität Lüneburg. Von 2001 bis zu ihrer Emeritierung 2021 hatte Hahn den Lehrstuhl für Allgemeine und Angewandte Wirtschaftsgeographie an der Universität Würzburg inne. Sie war Mitherausgeberin der Geographischen Rundschau.
Hahn gilt auch als Kanadaexpertin. 2017 war sie Leiterin der Sektion „Geographie und Wirtschaftswissenschaften“ in der Gesellschaft für Kanada-Studien.

## Publikationen (Auswahl)
- Winterstädte. Stadtplanung für den Winter in kanadischen Großstädten. Habilitationsschrift, 1990
- Zypern – ein geteiltes Land in der Europäischen Union. In: HGG-Journal 19 u. 20, 2006, S. 99–106
- mit Kristin Acker: Inszenierte Einkaufswelten. In: Institut für Länderkunde (Hrsg.): Nationalatlas Deutschland, Bd.: Leben in Deutschland. Heidelberg 2006, S. 34–35
- mit Monika Popp: Handel ohne Grenzen. Die Internationalisierung im Einzelhandel. Entwicklung und Stand der Forschung. In: Berichte zur deutschen Landeskunde 80, 2006, Heft 2, S. 135–156
- Welthandel. Geschichte, Konzepte, Perspektiven. Spektrum, 2009, ISBN 3-8274-1955-7